# В інтернеті ніхто не знає, що ти собака

Малюнок Пітера Штайнера, опублікований в Нью-Йоркері

«В інтернеті ніхто не знає, що ти собака» (англ. On the Internet, nobody knows you're a dog) — приказка та інтернет-мем про анонімність в Інтернеті, що виникла як підпис до карикатури, намальованої Пітером Штайнером та опублікованої в «Нью-Йоркері» 5 липня 1993 року. Малюнок зображає двох собак: одна сидить за комп'ютером і вимовляє цю саму фразу, а друга сидить поруч і уважно її слухає. У англійській мові підпис до карикатури став сталим виразом та приказкою. Станом на 2013 рік Штайнер заробив від 200 до 250 тис. доларів на перевиданні карикатури, і на той час вона стала найбільш тиражованою карикатурою з «Нью-Йоркера».

## Історія
Пітер Штайнер, карикатурист і дописувач журналу «Нью-Йоркер» з 1979 року, розповів, що хоча у 1993 році у нього був онлайн-акаунт, він не відчував тоді особливого інтересу до інтернету. Він намалював карикатуру лише в стилі «придумай підпис», в яку, як він пригадує, не вкладав жодного «глибокого» сенсу, бачачи, що вона спочатку привернула мало уваги. Малюнок був опублікований у випуску журналу «Нью-Йоркер» від 5 липня 1993 року на 61 сторінці. Пізніше автор казав, що коли його карикатура зажила власним життям, він відчув себе так, ніби створив «смайлик» і «не може збагнути, що вона настільки широко відома і впізнавана».
6 жовтня 2023 року оригінальна робота була продана на аукціоні ілюстративного мистецтва Heritage Auctions за 175 тис. доларів.

## Контекст
Колись ексклюзивна сфера діяльності урядових інженерів та науковців, Інтернет на той час став предметом обговорення в таких журналах широкого профілю, як «Нью-Йоркер». Засновник компанії Lotus Software і ранній інтернет-активіст Мітч Капор у статті в журналі «Тайм» у 1993 році зазначав, що «справжньою ознакою того, що інтерес громадськості досяг критичної маси, стала карикатура, надрукована влітку цього року в журналі „Нью-Йоркер“, де були зображені два підковані в комп'ютерних технологіях собаки».
За словами Боба Манкоффа, тодішнього редактора карикатур у «Нью-Йоркері», «карикатура резонувала з нашою настороженістю щодо легкого фасаду, який може побудувати будь-хто з елементарними знаннями HTML».

## Підтекст
Карикатура символізує звільнення від упереджень щодо інших під час користування інтернетом. Соціолог Шеррі Теркл пояснює: «Ви можете бути тим, ким хочете бути. Ви можете повністю перевизначити себе, якщо захочете. Вам не потрібно так сильно турбуватися про те, в які рамки вас ставлять інші люди. Вони не дивляться на ваше тіло і не роблять припущень. Вони не чують твого акценту і не роблять припущень. Вони бачать лише ваші слова».
Карикатура передає розуміння приватності в Інтернеті, що передбачає можливість надсилати та отримувати повідомлення, створювати та підтримувати вебсайт, за маскою анонімності. Лоуренс Лессіг припускає, що «ніхто не знає», тому що інтернет-протоколи не вимагають від користувача підтверджувати свою особу. Хоча локальна точка доступу, наприклад, в університеті може вимагати підтвердження особи, вона зберігає таку інформацію приватно, не поширюючи її назовні.
У дослідженні Морахана-Мартіна та Шумахера (2000), присвяченому компульсивному або проблемному використанню Інтернету, обговорюється це явище, і висловлюється припущення, що здатність представляти себе за маскою комп'ютерного екрана може бути частиною примусу до виходу в мережу. Цю фразу можна сприймати «як таку, що означає, що кіберпростір буде визвольним, оскільки стать, раса, вік, зовнішність чи навіть „собача“ приналежність потенційно відсутні або ж сфабриковані чи перебільшені з безконтрольною творчою ліцензією для безлічі цілей, як законних, так і незаконних», і це розуміння перегукується із заявами, зробленими у 1996 році Джоном Гілмором, ключовою фігурою в історії Usenet. Ця фраза також вказує на легкість комп'ютерного кросдресингу: представлення себе як особи іншої статі, віку, раси, соціального, культурного чи економічного класу. У схожому сенсі, «свобода, якою користується собака, — це свобода „проходити“ як частина привілейованої групи; тобто, людських користувачів комп'ютерів з доступом до Інтернету».

## У популярній культурі

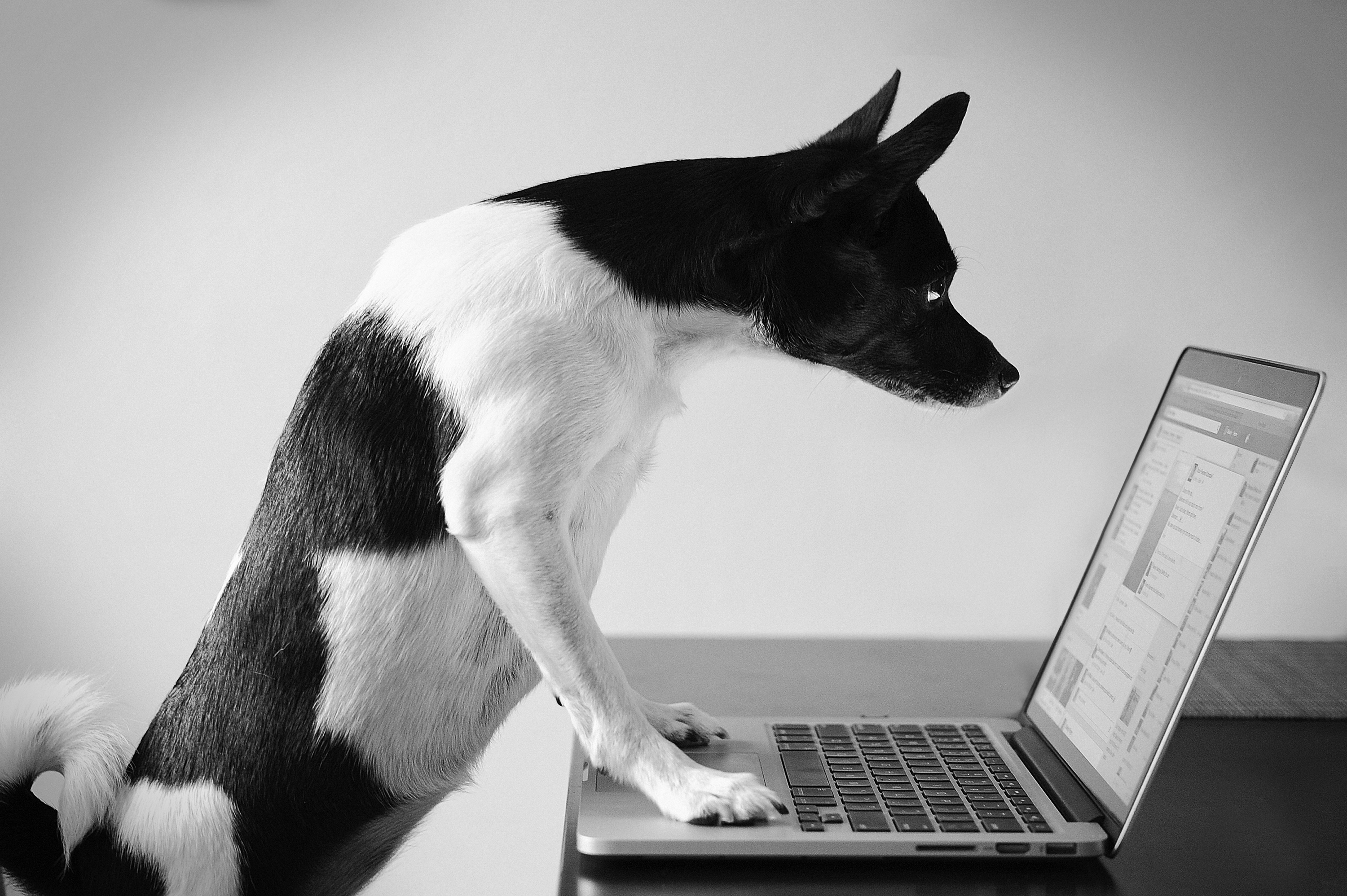
Фотографія ВПС США 2014 року, на якій зображено собаку за комп'ютером

- Карикатура надихнула на написання п'єси «Ніхто не знає, що я собака» Алана Девіда Перкінса. П'єса розповідає про шістьох людей, які не можуть ефективно спілкуватися з людьми в реальному житті, але знаходять у собі мужність анонімно спілкуватися в Інтернеті[1].
- На честь цього мультфільму був названий інтернет-пакет Apple Cyberdog[en][16].
- Книга «Аутентифікація: Від паролів до відкритих ключів» Річарда Е. Сміта містить на обкладинці карикатуру Штайнера, а на звороті обкладинки відтворено собаку з рисунка[17].
- На карикатурі Каамрана Хафіза, опублікованій в «Нью-Йоркері» 23 лютого 2015 року, зображена схожа пара собак, які спостерігають за своїм господарем, що сидить за комп'ютером, і одна з них запитує іншу: «Пам'ятаєш, коли в Інтернеті ніхто не знав, хто ти такий?»[18].
- Ця фраза стала часто використовуваним рефреном у дискусіях про Інтернет[19] і, таким чином, перетворилася на інтернет-мем[20].